# Hellmuth Reymann
Hellmuth Reymann (Neustadt in Oberschlesien, 24 november 1892 - Garmisch-Partenkirchen, 8 december 1988) was een Duitse officier en Generalleutnant van de landmacht tijdens de Tweede Wereldoorlog. Reymann was een van de laatste commandanten van het Berlijnse defensiegebied tijdens de laatste aanval van de Sovjets op de stad Berlijn.

## Militaire carrière
- Generalleutnant: 1 april 1943[7][1][9]
- Generalmajor: 1 oktober 1942[7][9]
- Oberst: 1 juni 1939[7]
- Oberstleutnant: 1 oktober 1936[7]
- Polizei-Major: 1 april 1932[7]
- Polizei-Hauptmann: 13 juli 1921[7]
- Polizei-Oberleutnant:[7]
- Major: 15 september 1935[7]
- Oberleutnant:[7]
- Leutnant: 22 maart 1912 (met Patent van 22 juni 1912)[7]

## Onderscheidingen
- Ridderkruis van het IJzeren Kruis met Eikenloof (672.) op 28 november 1944 als Generalleutnant en Commandant van de 11e Infanteriedivisie / III (Germaanse) SS Pantserkorps / Armeegruppe Kleffel / Heeresgruppe Nord, Oostfront[7][10][11][9]
- Ridderkruis van het IJzeren Kruis (nr.2910) op 5 april 1944 als Generalleutnant en Commandant van de 13.Luftwaffen-Feld-Division / 28e Legerkorps / 18e Leger / Heeresgruppe Nord, Oostfront[7][10][11][9]
- IJzeren Kruis 1914, 1e Klasse (4 maart 1915[7][10]) en 2e Klasse (16 september 1914[10][7])
- Herhalingsgesp bij IJzeren Kruis 1939, 1e Klasse (18 juni 1940[10][7]) en 2e Klasse (28 november 1939[10][7])
- Duitse Kruis in goud op 22 november 1941 als Oberst en Kdr. Infanterie-Regiment 205[7][11][9]
- Medaille Winterschlacht im Osten 1941/42[10] in 1942[7]
- Erekruis voor Frontstrijders in de Wereldoorlog[10] in 1934[7]
- Dienstonderscheiding van Leger en Marine, 1e Klasse (25 dienstjaren)[7][10]
- Ridder in de Huisorde van Hohenzollern met Zwaarden[9] op 10 juni 1917[7]

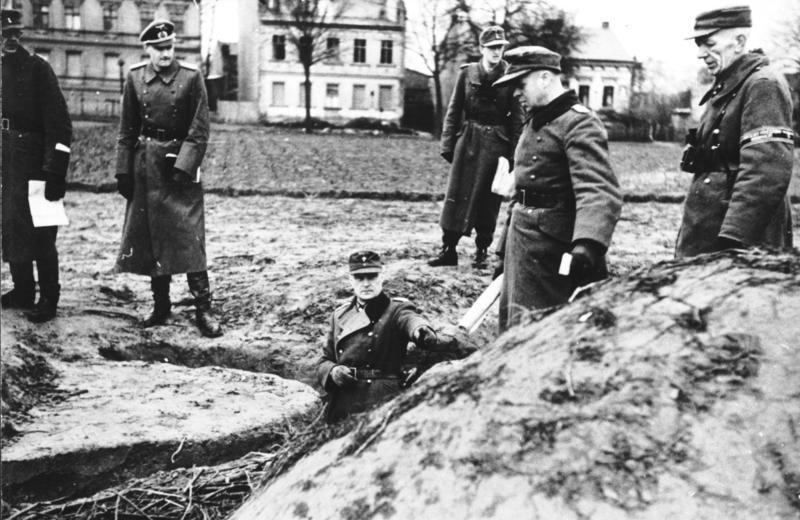
Generaal Reymann inspecteert de stellingen van de Volkssturm in Berlijn.